# Barton (Cheshire)
Pour les articles homonymes, voir Barton.
Barton est une paroisse civile et un village du Cheshire, en Angleterre.